# Said Boualam

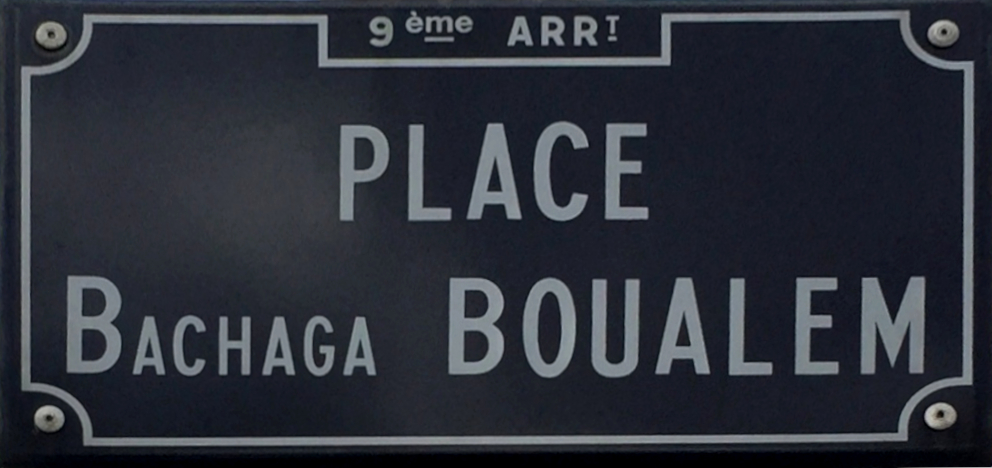
Straßenschild in Lyon

Bachaga Said Boualam (* 2. Oktober 1906 in Souk Ahras, Französisch-Algerien; † 2. Februar 1982 in Mas-Thibert, Frankreich) war ein französischer Offizier und Politiker algerischer Abstammung. Während des Algerienkriegs engagierte er sich politisch für den Verbleib Algeriens im französischen Staatsverband und führte eine loyalistische Miliz an.

## Leben
Said Boualam stammte aus einer bekannten Landbesitzerfamilie aus dem Ouarsenisgebirge mit einer langen Tradition des Militärdiensts im Dienste Frankreichs. Boualam selbst war Karriereoffizier in der französischen Armee und wurde während des Zweiten Weltkriegs mehrfach hoch ausgezeichnet.
Ab 1956 baute er als Stammesführer der rund 15.000 Menschen umfassenden Beni Boudouane eine Harkimiliz auf, welche die FLN-Guerilla in ihrer Region bekämpfte. Er engagierte sich politisch als Anführer der pro-französischen Front Algérie française und war von 1958 bis 1962 Mitglied der Nationalversammlung sowie zeitweise einer ihrer Vizepräsidenten.
Nach Boualem sind zahlreiche Straßen in Plätze in Frankreich benannt. 1978 wurde er als Großoffizier der Ehrenlegion ausgezeichnet.